# Matthias Kyburz
Matthias Kyburz (* 1990, Rheinfelden, Švýcarsko) je švýcarský reprezentant v orientačním běhu, jenž v současnosti žije ve švýcarském Möhlinu. Jeho největším úspěchem je zlatá medaile ze sprintu na Juniorském mistrovství světa v roce 2009 v italském San Martinu. V současnosti běhá za švýcarský klub OLK Fricktal.

## Sportovní kariéra
| Přehled úspěchů na Mistrovství světa | Přehled úspěchů na Mistrovství světa | Přehled úspěchů na Mistrovství světa | Přehled úspěchů na Mistrovství světa | Přehled úspěchů na Mistrovství světa |
| Mistrovství světa                    | Sprint                               | Middle                               | Long                                 | Štafety                              |
| ------------------------------------ | ------------------------------------ | ------------------------------------ | ------------------------------------ | ------------------------------------ |
| Savojsko 2011                        | 20. místo                            | X                                    | X                                    | X                                    |
| Lausanne 2012                        | 1. místo                             | X                                    | 19. místo                            | X                                    |

| Přehled úspěchů na Mistrovství Evropy | Přehled úspěchů na Mistrovství Evropy | Přehled úspěchů na Mistrovství Evropy | Přehled úspěchů na Mistrovství Evropy | Přehled úspěchů na Mistrovství Evropy |
| Mistrovství Evropy                    | Sprint                                | Middle                                | Long                                  | Štafety                               |
| ------------------------------------- | ------------------------------------- | ------------------------------------- | ------------------------------------- | ------------------------------------- |
| Falun 2012                            | 6. místo                              | X                                     | 17. místo                             | 1. místo                              |

| Přehled úspěchů na Mistrovství světa juniorů | Přehled úspěchů na Mistrovství světa juniorů | Přehled úspěchů na Mistrovství světa juniorů | Přehled úspěchů na Mistrovství světa juniorů | Přehled úspěchů na Mistrovství světa juniorů |
| Mistrovství světa juniorů                    | Sprint                                       | Middle                                       | Long                                         | Štafety                                      |
| -------------------------------------------- | -------------------------------------------- | -------------------------------------------- | -------------------------------------------- | -------------------------------------------- |
| Göteborg 2008                                | 4. místo                                     | 9. místo                                     | 3. místo                                     | 7. místo                                     |
| San Martino 2009                             | 1. místo                                     | 8. místo                                     | 20. místo                                    | 2. místo                                     |
| Aalborg 2010                                 | 8. místo                                     | 17. místo                                    | 3. místo                                     | 4. místo                                     |